# Metal-wire
 "Wire" omdirigeres hertil. For post-punk bandet, se Wire (band).
En metal-wire eller en metaltråd er en enkelt, typisk cylindrisk, fleksibel kordel eller tynd cylinder af metal. Metaltråde bliver anvendt til at bære mekaniske belastninger eller elektricitet og telekommunikationssignaler. Metaltråde bliver almindeligvist lavet ved at trække metallet gennem et hul i en "trækkeplade"(eng. draw plate, die). Metaltrådsmål kommer i forskellige standardstørrelser.
Metal-wire findes i massive, kordelte - eller flettede udgaver. Selvom metal-wire typisk er cirkulære i tværsnit, kan metal-wire laves i kvadratiske, heksagonale, fladt rektangulær - eller en andet tværsnitsform, enten for dekorative formål - eller for tekniske formål såsom højeffektive svingspoler i højttalere. Kantspundne fjedre såsom Slinky legetøjet, bliver lavet af speciel flade metaltråde.